# Urdiáin

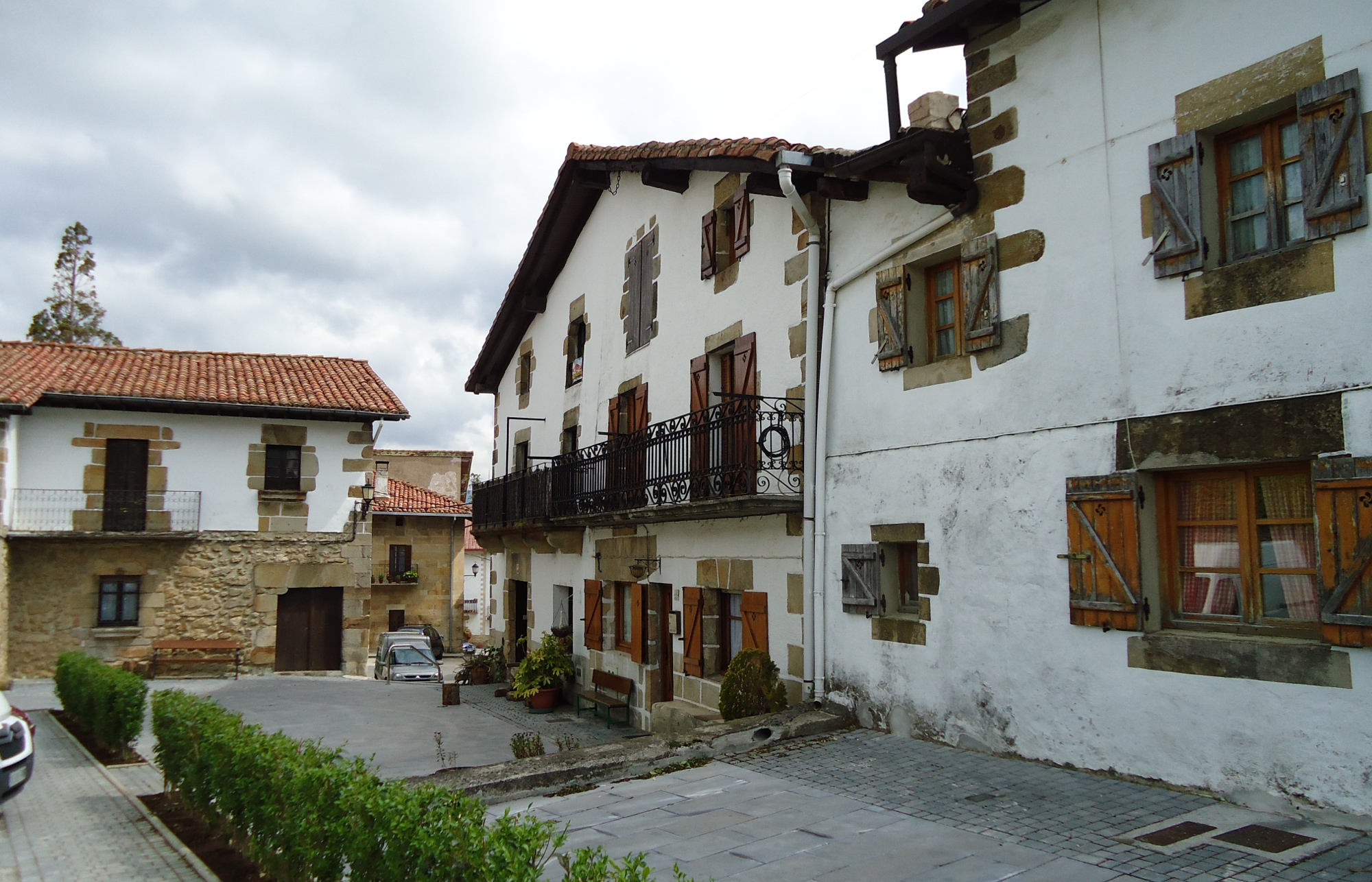
Casas de Urdiáin

Urdiáin (oficialmente en euskera: Urdiain) es una localidad y un municipio español de la Comunidad Foral de Navarra, situado en la merindad de Pamplona, en la comarca de La Barranca, en el valle de la Burunda y a 47 km de la capital de la comunidad, Pamplona. Su población en 2024 fue de 642 habitantes (INE).

## Símbolos
El escudo de armas del lugar de Urdiáin tiene el siguiente blasón:

Trae de plata y un águila explayada de sable.

Este es el blasón de todo el valle de la Burunda y de cada uno de sus pueblos, según merced del rey Felipe IV en 1632.

## Geografía
La localidad de Urdiáin está situada en la parte noroccidental de la Comunidad Foral de Navarra dentro de la región geográfica de la Montaña de Navarra (Navarra Húmeda del Noroeste), la comarca geográfica de la Corredor del Araquil o de la Barranca, el valle de la Burunda; y a una altitud de 549 m s. n. m. Su término municipal tiene una superficie de 15,37 km² y limita al norte con el municipio de Atáun en la provincia de Guipúzcoa y la comunidad autónoma del País Vasco, al este con el de Iturmendi, al sur con la sierra de Urbasa y al oeste con el municipio de Alsasua.

### Relieve e hidrografía
El territorio se compone de dos zonas bien diferenciadas, la zona central llana y regada por el Araquil que fluye de oeste a este, en cuyas riberas están las zonas de cultivo y la sierra de Urbasa la de mayores alturas Palacalce (1100 m s. n. m.), y la de Aralar más modestas Sarsamendi (800 m s. n. m.), Monte Sarare (730 m s. n. m.) Peña Aizkibel (684 m s. n. m.)
Las dos sierras son de material calizo, que el efecto kárstico ha dado lugar a numerosas grutas y cavernas abundantes en la zona.
El núcleo de viviendas se encuentra en la zona de contacto entre la montaña y el llano.

### Clima
Húmedo, con temperaturas moderadas y abundantes precipitaciones durante todo el año.

## Historia
Pueblo del valle de Burunda, pagaba la pecha denominada gailurdirua, pero fue liberado de su pago por orden del rey en 1498.
En la ermita de San Pedro hay una inscripción en el lindero de la puerta principal donde se dice que el primer rey de Navarra, Eneko Haritza, fue nombrado rey del Reino de Navarra. Sin embargo, investigaciones recientes han puesto en duda dicha afirmación.

## Demografía
Urdiáin cuenta con una población de 642 habitantes (INE 2024).
| Gráfica de evolución demográfica de Urdiáin entre 1842 y 2021                                                       |
| |
| Población de derecho según los censos de población del INE Población de hecho según los censos de población del INE |

## Administración y política

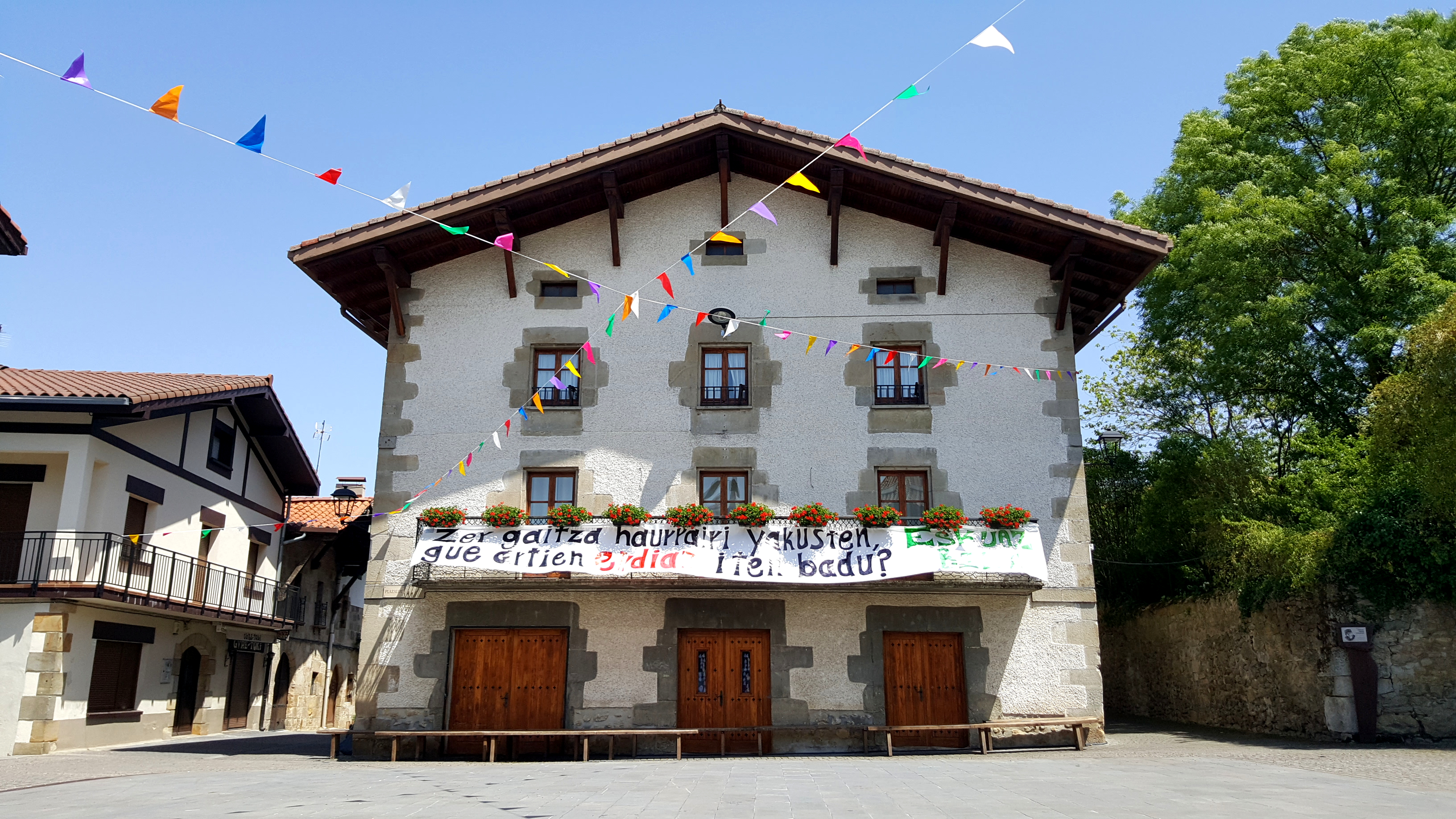
Ayuntamiento de Urdiain

Urdiáin conforma un municipio el cual está gobernado por un ayuntamiento de gestión democrática desde 1979, formado por 7 miembros elegidos en las elecciones municipales según está dispuesto en la Ley Orgánica del Régimen Electoral General. La sede del consistorio está situada en la calle Barrenkale, n.º 24, de la localidad de Urdiáin.
| Partido político                                            | 2015  | 2015       | 2011  | 2011       | 2007  | 2007       | 2003  | 2003       | 1999  | 1999       | 1995  | 1995       |
| Partido político                                            | %     | Concejales | %     | Concejales | %     | Concejales | %     | Concejales | %     | Concejales | %     | Concejales |
| Euskal Herria Bildu (EH Bildu)-Bildu                        | 73,97 | 7          | 42,94 | 4          | —     | —          | —     | —          | —     | —          | —     | —          |
| A. E. Urdianingoak Elkarturik Aurrera                       | —     | —          | 41,53 | 3          | —     | —          | —     | —          | —     | —          | —     | —          |
| Nafarroa Bai (NaBai)                                        | —     | —          | —     | —          | 63,01 | 5          | —     | —          | —     | —          | —     | —          |
| Eusko Abertzale Ekintza-Acción Nacionalista Vasca (EAE-ANV) | —     | —          | —     | —          | 34,61 | 2          | —     | —          | —     | —          | —     | —          |
| Urdiaindarrak (Urdiain)                                     | —     | —          | —     | —          | —     | —          | 68,66 | 7          | —     | —          | —     | —          |
| Eusko Alkartasuna (EA)                                      | —     | —          | —     | —          | —     | —          | —     | —          | —     | —          | 52,23 | 4          |
| Euskal Herritarrok (EH)                                     | —     | —          | —     | —          | —     | —          | —     | —          | 77,67 | 7          | —     | —          |
| Herri Batasuna (HB)                                         | —     | —          | —     | —          | —     | —          | —     | —          | —     | —          | 44,41 | 3          |

| Mandato   | Nombre del alcalde               | Partido político   |
| --------- | -------------------------------- | ------------------ |
| 1979-1983 | Juan Miguel Zufiaurre Etxeberria | Indep.             |
| 1983-1987 | Juan Miguel Zufiaurre Etxeberria | Indep.             |
| 1987-1991 | Miguel Angel Zubiria Galartza    | Eusko Alkartasuna  |
| 1991-1995 | Mikel Agirre Goikoetxea          | Herri Batasuna     |
| 1995-1999 | Miguel Angel Zubiria Galartza    | Eusko Alkartasuna  |
| 1999-2003 | Iñigo Etxeberria Martinez        | Euskal Herritarrok |
| 2003-2007 | Luciano Agirre Goikoetxea        | Indep.             |
| 2007-2011 | Miguel Ángel Zubiria Galartza    | NaBai              |
| 2011-2015 | Sebastian Aristizabal Irigoien   | Bildu              |
| 2015-2019 | David Carmelo Oroz Alonso        | EH Bildu           |
| 2019-2023 | David Carmelo Oroz Alonso        | EH Bildu           |
| 2023-     | David Carmelo Oroz Alonso        | EH Bildu           |

## Economía

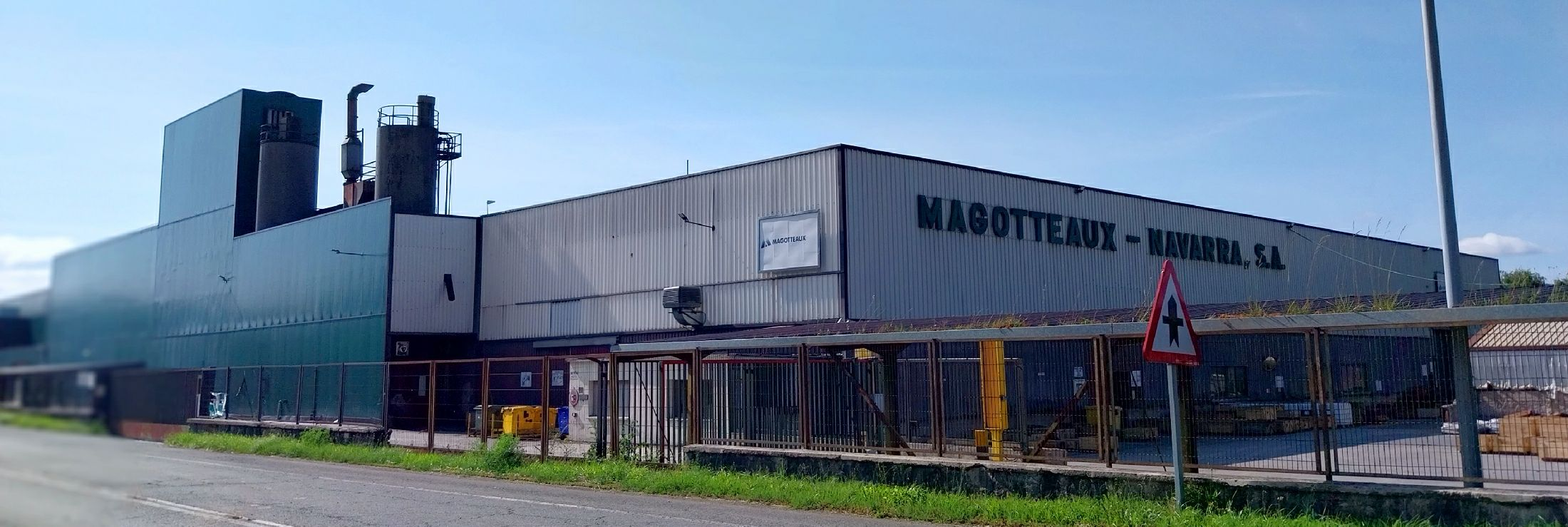
Fábrica de Magotteaux Navarra en Urdiain

Los sectores económicos de Urdiáin se distribuyen de la siguiente manera:
- 12% sector primario
- 64% sector secundario
- 24% sector terciario

### Sector primario
- Agricultura: Cultivos de trigo, cebada, maíz, patatas, legumbres y forrajes.
- Ganadería: Cebado bovino (leche y carne), ovino y porcino, que pasta en semilibertad en los montes comunales.

### Sector industrial
La proximidad de Alsasua (núcleo industrial) tiene fuertes influencias en la economía local. El corredor de comunicación entre las tres provincias, Álava, Guipúzcoa y Navarra, han sido también factores de importancia en el desarrollo de la industria maderera, alimentaria y metalúrgica.

### Sector terciario
Comercio y servicios, administración, finanzas y transporte, hay en la localidad una estación de ferrocarril.

## Transportes y comunicaciones

### Red viaria
La principal vía que discurre y comunica el municipio es la Autovía de la Barranca (A-10) y de ella se accede a la localidad en la salida n.º 47.

### Distancias
- de Madrid: 403 km
- de Pamplona: 47 km
- de Vitoria: 50 km
- de Beasáin: 27 km
- de Araquil: 24 km
- de Alsasua: 4 km
- de Iturmendi: 2 km

## Cultura

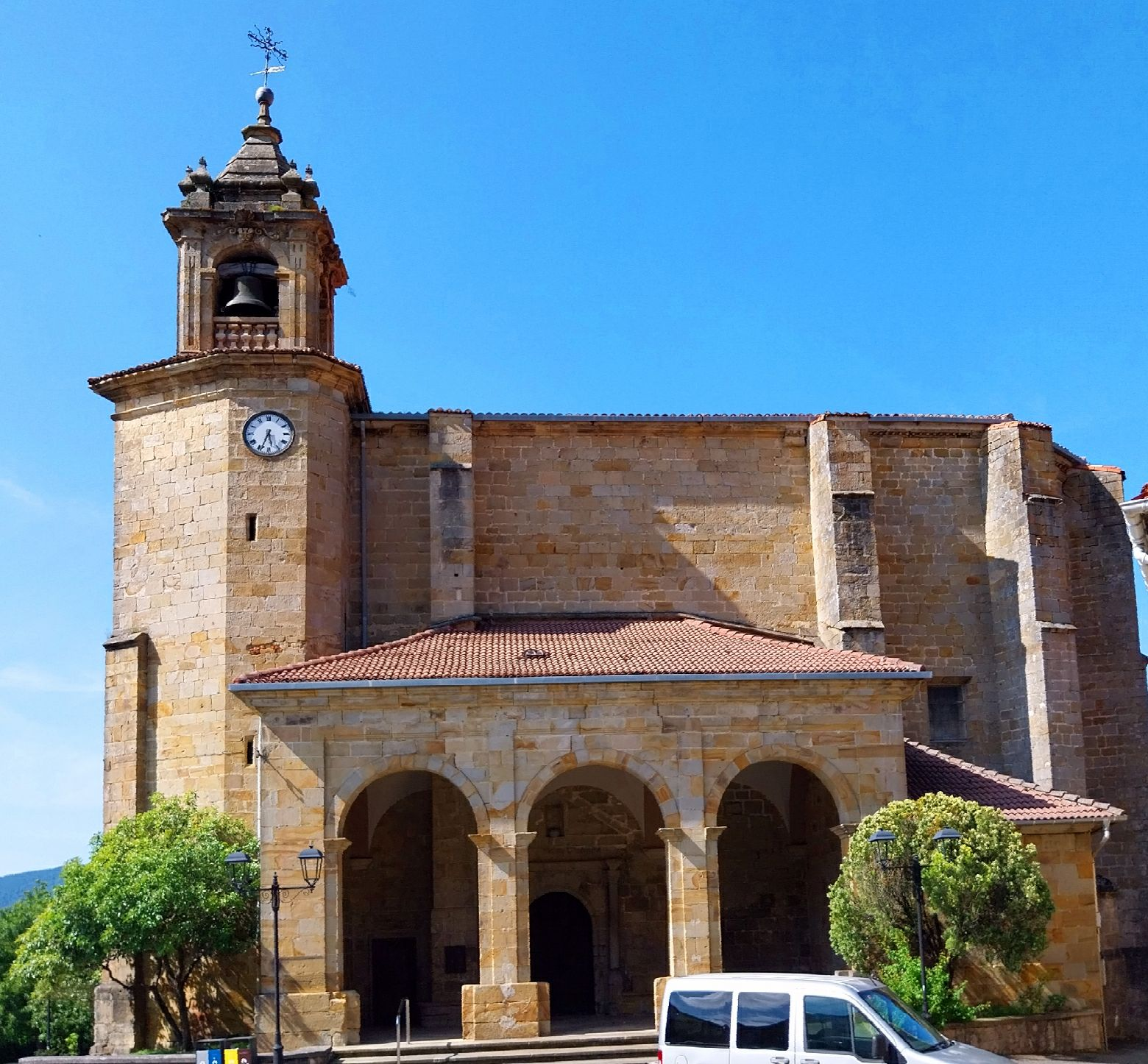
Iglesia parroquial de Nuestra Señora de la Asunción

### Fiestas y eventos
Las fiestas patronales son las celebradas en honor de San Pedro. No tienen día concreto, sino que se celebran el siguiente domingo a la fiesta de San Pedro (29 de junio). La razón de tal curiosidad se debe a que en la misma ermita se celebra la festividad del día de San Pedro por parte del municipio de Alsasua y de Urdiáin. Los de Alsasua celebran el día del patrón y los de Urdiáin el siguiente fin de semana.
Otras festividades interesantes son las de la Virgen de Agosto, San Juan y Santa Águeda.
También se celebras los carnavales o "momoxarros", en los cuales la gente se disfraza de forma diferente con el propósito de taparse la cara para no ser reconocidos, y así poder dar sustos a los conocidos.
Curiosamente, durante el la época franquista y a pesar de la prohibición expresa de celebrarse este tipo de festejos, se siguieron celebrando todos los años.

## Personas destacadas
- Iker Flores, ciclista profesional.
- Igor Flores, ciclista profesional, hermano del anterior.